# フィッシャーマンズ・ソング コーンウォールから愛をこめて
『フィッシャーマンズ・ソング コーンウォールから愛をこめて』（フィッシャーマンズソング コーンウォールからあいをこめて、Fisherman's Friends）は2019年のイギリスのコメディドラマ映画。
監督はクリス・フォギン、出演はダニエル・メイズ、ジェームズ・ピュアフォイ、タペンス・ミドルトンなど。
イギリス南西部コーンウォールの小さな港町ポート・アイザックの現役漁師たちによる舟歌バンド「フィッシャーマンズ・フレンズ」が、音楽マネージャーであるイアン・ブラウンに見出され、レコード会社と100万ポンド相当の契約を交わし、デビューアルバムが全英トップ10入りを果たした実話をもとにしている。
原題でバンド名である「フィッシャーマンズ・フレンズ（Fisherman's Friends）」はイギリスで有名な国民的ミント系トローチ「フィッシャーマンズ・フレンド」と同じである。

## キャスト
- ダニー: ダニエル・メイズ - 音楽マネージャー。
- ジム: ジェームズ・ピュアフォイ - コーンウォールの現役漁師。バンドのリーダー格。
- ジェイゴ: デヴィッド・ヘイマン（英語版） - ジムの父親。現役漁師。バンドのメンバー。
- リードヴィル: デイヴ・ジョーンズ - ジェイゴの親友。
- ローワン: サム・スウェインズベリー（英語版） - 現役漁師。バンドの最年少メンバー。パブを経営。
- オーウェン: タペンス・ミドルトン - ジムの娘。離婚後、父親の家でB&Bを経営しながら1人娘を育てている。
- トロイ: ノエル・クラーク - ダニーの上司。
- ヘンリー: クリスチャン・ブラシントン（英語版） - ダニーの同僚。
- チャールズ・モンタギュー: クリストファー・ヴィリアーズ（英語版） - ヘンリーの新妻の父。金持ち。
- レア: ジェイド・アヌーカ（英語版） - ダニーの友人。バンドとの契約を一度は断るが最終的に契約。

## 作品の評価
Rotten Tomatoesによれば、批評家の一致した見解は「『フィッシャーマンズ・ソング コーンウォールから愛をこめて』はおなじみの筋書き通りだが、心地よい魅力と聞かせどころに満ちたサウンドトラックは観る者を惹きつけるのに充分なはずである。」であり、56件の評論のうち高評価は68%にあたる38件で、平均点は10点満点中6.1点となっている。
Metacriticによれば、9件の評論のうち、高評価は2件、賛否混在は7件、低評価はなく、平均点は100点満点中45点となっている。

## 続編
2019年5月には続編の制作が進行中であることが明らかにされている。